# Jochen Sachse
Jochen Sachse (n. 2 octombrie 1948, Frankenberg/Sa., Saxonia, Germania) este un aruncător de ciocan ce a reprezentat Republica Democrată Germană, medaliat olimpic. A participat la 2 ediții ale Jocurilor Olimpice (1972, 1976) în care a câștigat o medalie de argint în proba de aruncarea ciocanului.

## Palmares
| An   | Competiție           | Locație                   | Loc | Note  |
| ---- | -------------------- | ------------------------- | --- | ----- |
| 1969 | Campionatul European | Atena, Grecia             | 5   | 68,60 |
| 1970 | Universiada          | Torino, Italia            | 1   | 72,34 |
| 1971 | Campionatul European | Helsinki, Finlanda        | 7   | 69,74 |
| 1972 | Jocurile Olimpice    | München, Germania de Vest | 2   | 74,96 |
| 1974 | Campionatul European | Roma, Italia              | 2   | 74,00 |
| 1976 | Jocurile Olimpice    | Montreal, Canada          | 6   | 74,30 |
| 1977 | Cupa Mondială        | Düsseldorf, Germania      | 2   | 75,40 |
| 1978 | Campionatul European | Praga, Cehoslovacia       | 9   | 71,56 |